# Kosuke Masutani
Kosuke Masutani (født 1. juli 1993) er en japansk fodboldspiller, som spiller for den japanske fodboldklub FC Ryukyu.